# Rhys Coiro
Rhys J. Coiro (* 12. März 1979 in Kalabrien, Italien) ist ein US-amerikanischer Schauspieler.

## Leben
Obwohl Rhys J. Coiro als Sohn irisch-, albanisch- und italienischstämmiger Eltern in Italien geboren wurde, wuchs er mit seinen beiden Geschwistern in Princeton auf und studierte, nachdem er die Princeton High School besucht hatte, an der Carnegie Mellon University. Aktuell ist Coiro mit der Filmemacherin Kat Coiro verheiratet, mit der er zwei gemeinsame Kinder hat.
Neben Rollen in den Produktionen Kidnapping Caitlynn, The Unborn, Mama’s Boy, One on One, Six Feet Under – Gestorben wird immer, CSI: Miami, CSI: NY, Alles Betty!, Numbers – Die Logik des Verbrechens und Entourage fand besonders sein Auftritt in der Fernsehserie 24 Beachtung.

## Filmografie (Auswahl)
- 2004–2011: Entourage (Fernsehserie, 27 Episoden)
- 2005: Six Feet Under – Gestorben wird immer (Six Feet Under, Fernsehserie, 1 Episode)
- 2007: CSI: Den Tätern auf der Spur (CSI: Crime Scene Investigation, Fernsehserie, 1 Episode)
- 2007: Mama’s Boy
- 2007: Numbers – Die Logik des Verbrechens (NUMB3RS, Fernsehserie, 1 Episode)
- 2009: 24 (Fernsehserie, 10 Episoden)
- 2009: The Unborn
- 2010: Hawaii Five-0 (Fernsehserie, 1 Episode)
- 2010: MacGruber
- 2010: 30 Days of Night: Dark Days
- 2010: Order of Chaos
- 2011: L!fe Happens
- 2011: Burn Notice (Fernsehserie, 1 Episode)
- 2011: A Good Old Fashioned Orgy
- 2011: Straw Dogs – Wer Gewalt sät (Straw Dogs)
- 2011–2012: A Gifted Man (Fernsehserie, 12 Episoden)
- 2013: Dexter (Fernsehserie)
- 2013–2014: Hostages (Fernsehserie, 15 Episoden)
- 2015: Entourage
- 2015: Hollywood Adventures
- 2017: Dead Ant
- 2018: Unsolved (Fernsehserie, 10 Episoden)
- 2018: The Walking Dead (Fernsehserie, 3 Episoden)
- 2022: She-Hulk: Die Anwältin (She-Hulk: Attorney at Law, Fernsehserie, Episode 1x04)
- 2024: The Penguin (Miniserie)